# Стюарт, Генри, 1-й лорд Метвен
Генри Стюарт, 1-й лорд Метвен (англ. Henry Stewart, 1st Lord Methven; ок. 1495—1552) — шотландский дворянин и военный. Магистр шотландской артиллерии (с 1524 года), третий супруг Маргарет Тюдор, старшей дочери короля Англии Генриха VII Тюдора и Елизаветы Йоркской.

## Происхождение
Сын Эндрю Стюарта, 1-го лорда Эйвондейла (? — 1513), и его жены Маргарет Кеннеди. Его братом был Эндрю Стюарт, 1-й лорд Очилтри (? — 1549). По мужской линии Генри был потомком в пятом поколении Мердока Стюарта, 2-го герцога Олбани, через его сына Уолтера. Таким образом, Генри Стюарт был четвероюродным братом короля Шотландии Якова IV Стюарта, первого мужа Маргариты Тюдор.
Со своей первой супругой, названной леди Лесли, у него был неназванный сын, который умер в 1547 году.

## Брак с королевой-матерью
Его дружба с Маргаритой Тюдор, королевой-матерью, была впервые отмечена в сентябре 1524 года, и он был назначен директории канцелярии и мастером артиллерии при короле Якове V Стюарте.
Генри и Маргарет Тюдор поженились 3 марта 1528 года, после того как долгожданный развод Маргарет со своим вторым мужем, Арчибальдом Дугласом, 6-м графом Ангусом, был наконец дарован в марте 1527 года папой римским Климентом VII. От первого брака с королем Шотландии Яковом IV у Маргарет Тюдор было шестеро детей. среди них — новый король Шотландии Яков V, а от второго брака с графом Ангусом — дочь Маргарет Дуглас. От этого третьего брака родилась ещё одна дочь, Доротея Стюарт, родившаяся около апреля 1528 года и умершая в младенчестве. Реакция на брак была быстрой: Маргарет и Генри были осаждены в замке Стерлинг лордом Эрскином, при поддержке короля Якова V и её бывшего мужа, графа Ангуса. Генри был заключен в тюрьму.
Однако после того, как король Яков V сбежал от семьи Дугласов и присоединился к своей матери в замке Стерлинг, Генри Стюарт получил титул 1-го лорда Метвена. Маргарет назначила его капитаном своего замка Ньюарк в Эттрике. В 1539 году Генри и Маргарет передали свое угольное месторождение в Скоче Джону Крейгингельту. В качестве арендной платы он доставит 100 грузов угля Маргарет в замке Стирлинг.

## Второй брак
Выяснилось, что Генри содержал любовницу в одном из замков Маргарет. Маргарет Тюдор хотела развестись с ним, но её сын Яков V не хотел этого допускать. После её смерти в 1541 году лорд Метвен смог жениться на своей любовнице, Джанет Стюарт, дочери Джона Стюарта, 2-го графа Атолла, и леди Джанет Кэмпбелл. Её дедом и бабкой по материнской линии были Арчибальд Кэмпбелл, 2-й граф Аргайлл, и Элизабет Стюарт. Элизабет была дочерью Джона Стюарта, 1-го графа Леннокса, и Маргарет Монтгомери. Маргарет была дочерью Александра Монтгомери, 1-го лорда Монтгомери и Маргарет Бойд.
Генри и Джанет были родителями четверых детей:
- Генри Стюарт, 2-й лорд Метвен (умер 3 марта 1572 года)
- Доротея Стюарт, муж — Уильям Рутвен, 1-й граф Гоури
- Джоан Стюарт, вышла замуж за Колина Кэмпбелла, 6-го графа Аргайла.
- Маргарет Стюарт (? — 1627), 1-й муж — Эндрю Стюарт, мастер Очилтри, старший сын Эндрю Стюарта, 2-го лорда Очилтри; 2-й муж — Учтред Макдауэлл из Гартленда.